# 1835년 영국 총선
1835년 영국 총선은 1835년 영국에서 치러진 총선이다. 수상 로버트 필이 토리당을 확대재편한 보수당의 의석이 늘었다.

## 선거 결과
정당별 의석수
| 정당   | 의석수 |
| ------ | ------ |
| 휘그당 | 385    |
| 보수당 | 273    |
| 합계   | 658    |

정당 득표율
| 정당   | 득표수  | 득표율 |
| ------ | ------- | ------ |
| 휘그당 | 349,868 | 57.3%  |
| 보수당 | 261,269 | 42.8%  |